# Estadi Alfonso Murube
L'Estadi Alfonso Murube és un estadi de futbol de la ciutat autònoma de Ceuta, Espanya, al nord d'Àfrica. És l'estadi de l'AD Ceuta FC, que actualment juga a la Segona Divisió B - Grup 4, amb una capacitat de 6.500 seients. L'estadi es va inaugurar amb un partit entre el Ceuta i l'Algeciras Club de Fútbol, amb la victòria de l'equip local per 4-2.

## Altres esdeveniments
El 16 d'abril de 2002, l'estadi va acollir un partit amistós entre la selecció espanyola de futbol sub-21, entrenada per Iñaki Sáez, i la selecció de Iugoslàvia sub-21. Amb els jugadors estrella José Antonio Reyes, Fernando Torres, Pepe Reina, Asier Del Horno, Javier Portillo, Mikel Arteta, Xabi Alonso i Raúl Bravo fent aparicions, Espanya va derrotar a Iugoslàvia per - amb gols de Reyes i Torres.